# (2744) Birgitta
(2744) Birgitta (1975 RB; 1933 QY) ist ein Asteroid des inneren Hauptgürtels, der am 4. September 1975 vom schwedischen Astronomen Claes-Ingvar Lagerkvist am Observatorium Kvistaberg in der Gemeinde Upplands-Bro in der Provinz Stockholms län in Schweden (IAU-Code 049) entdeckt wurde.

## Benennung
(2744) Birgitta wurde nach Anna Birgitta Angelica Lagerkvist, der Tochter des Entdeckers Claes-Ingvar Lagerkvist, benannt.